# 稲田植栄

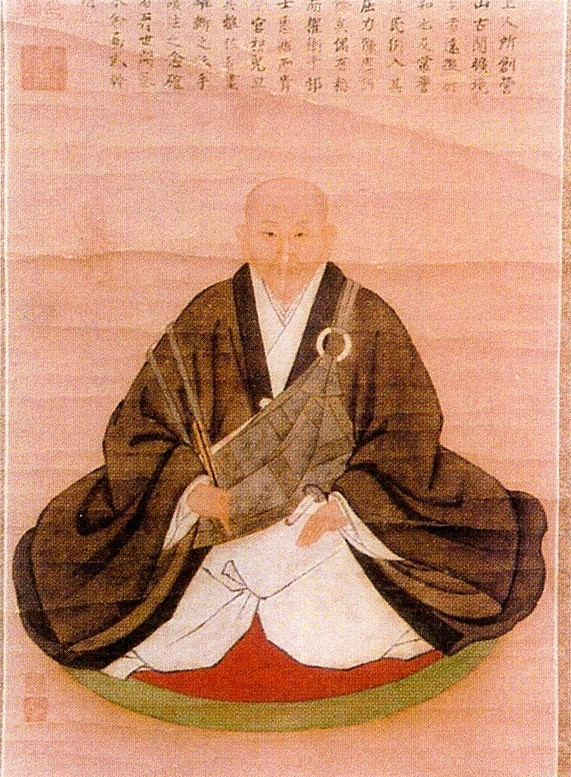
稲田植栄(東林寺蔵)

稲田 植栄（いなだ たねひで、寛永19年（1642年） - 享保15年1月2日（1730年2月18日））は、徳島藩筆頭家老。淡路洲本城代稲田家4代当主。
正室は蜂須賀忠英の娘・清姫。幼名は梶之助。通称は九郎兵衛、修理。諱は植栄、植儀。号は性鉄。

## 生涯
寛永19年（1642年）、徳島藩家老稲田植次の子として生まれる。母は賀島政慶の娘。正保5年（1648年）、7歳で江戸に下向し幕府の証人を務めた。慶安5年（1652年）、父の死去により家督を相続し、洲本に帰る。
万治元年（1658年）、藩主蜂須賀忠英の娘・清（喜与）と結婚する。寛文6年（1666年）、洲本城代となる。寛文7年（1667年）、幕府の命により淡路の最高行政職である洲本仕置に任じられる。天和3年（1683年）、弟植幹を養子とする。
元禄13年（1700年）、隠居して植幹に家督を譲る。享保15年（1730年）1月2日死去、享年89。